# Hemali Bhuta
Hemali Bhuta née en 1978 à Mumbai où elle vit et travaille est une artiste contemporaine indienne.

## Biographie
En 1997, Hemali Bhuta est diplômée en décoration d'intérieur et design de Sophia College for Women (en), université de Mumbai. En 2003, elle est diplômée de l'école d'art de Raheja à Mumbai. En 2009, elle est diplômée de peinture de la Faculté d'arts de l'université de Baroda (en), à Vadodara. En 2009 et 2010, elle bénéficie d'un programme d'échange avec l'école nationale supérieure des Beaux-arts de Paris.
Hemali Bhuta intègre dans ses sculptures et installations des matériaux organiques qui se décomposent au fil du temps, tels que le caoutchouc, le coton, les brindilles et le tissu. Elle s'inspire de la vie quotidienne, des gestes traditionnels, des objets domestiques, des rituels.
En 2017, Hemali Bhuta présente sa première exposition personnelle en France, au Centre international d’art et du paysage de Vassivière. Elle réalise un ensemble de sculptures qui font références à des techniques traditionnelles en voie de disparation et à la valeur sociale de l'or. Le titre de l'exposition Subarnarekha est le nom du fleuve qui marque la partition de 1947 entre l'Inde et le Bengale. Les sculptures sont réalisées à partir de matières organiques et naturelles : savon, glycérine, colorants alimentaires, cire d’abeilles, paraffine, encens, curcuma, sable et plaques d'acier. Ces œuvres font également référence au passé aurifère du Limousin et à l'extraction du granit et du gneiss.

## Expositions
- The Hangover of Agarlum, Project 88, Mumbai, 2010
- Point-Shift and Quoted Objects, Project 88, Mumbai, 2012-2013
- Measure of a Foot, Project 88 Mumbai, 2016
- Subarnarekha (La ligne d’or), Centre international d’art et du paysage de Vassivière, 2017
- Le qui des choses, Fondation Thalie, Bruxelles, 2018[5]
- and the epic did not happen! , Galerie Ceysson & Bénétière, New York, 2021[6]
- Aha!, Project 88, Mumbai, 2022